# RAF Cottesmore
RAF Cottesmore è stato un aeroporto militare della Royal Air Force dislocato nel Rutland, aperto nel 1938 e chiuso dalla forza armata nel 2013. Tra il 1980 e il 1999 è stato sede del Tri-National Tornado Training Establishment.

## Storia

La collocazione dell'aeroporto nel Rutland

Durante la sua vita operativa l'aeroporto è stato quasi sempre gestito dalla RAF, tranne che tra il 1942 e il 1945 quando venne gestito dalle United States Army Air Forces, ospitando anche gli alianti da trasporto che parteciparono agli aviolanci dello sbarco in Normandia.
Durante gli ultimi periodi di operatività ha ospitato dapprima i Panavia Tornado F3 (la versione da caccia del velivolo) e poi gli Harrier GR.7/9 della Joint Force Harrier (forza congiunta tra RAF e Royal Navy) fino alla loro dismissione. Fino alla chiusura completa la struttura sarebbe dipesa dalla base RAF Wittering. Dopo la chiusura nel luglio 2011 il segretario alla difesa Liam Fox ha annunciato piani per farne l'aeroporto di una delle cinque brigate multiruolo del British Army. In aprile 2012 è stato pertanto rinominato Kendrew Barracks dal nome del maggior generale sir Douglas Kendrew..

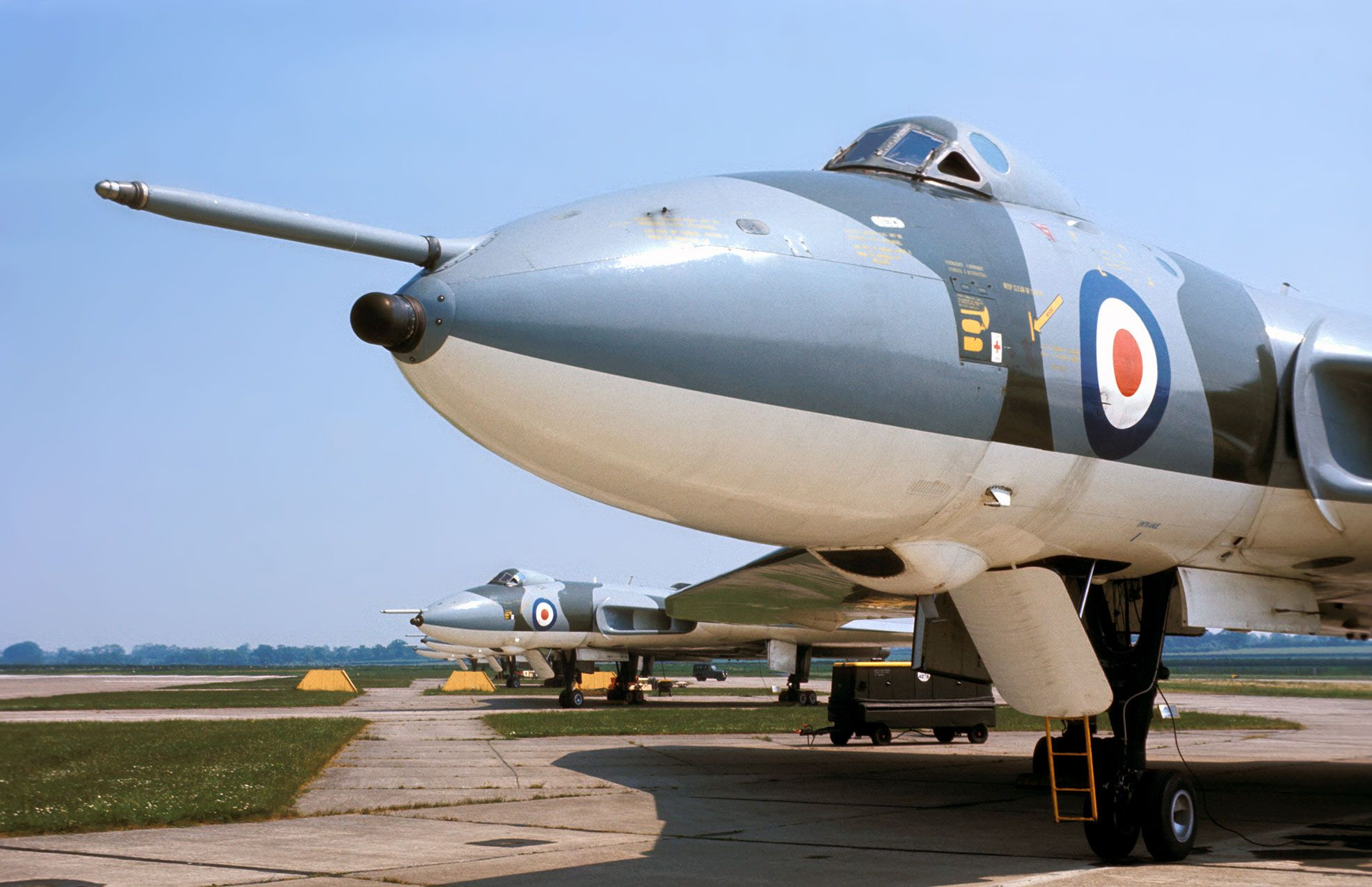
Dei Vulcan a Cottesmore nel 1975.